# Grammy-díj a legjobb rapalbumért
A Grammy-díj a legjobb rap album kategóriában azon előadóknak átadott díj, akik elkészítették az év legjobb rapalbumait, slágerlistás teljesítménytől eltekintve. 1996-ban adták át először a díjat, Naughty by Nature-nek a Poverty’s Paradise albumért. A díjat azoknak adják át, akik "legalább az album lejátszási idejének 51%-ában szerepelnek a felvételeken." A díjat elnyerők közé tartoznak az előadók, a producerek, a hangmérnökök és a keveréssel foglalkozó személyek.
A legtöbb díjat jelenleg Eminem nyerte el, hatot. Lauryn Hill volt az első nő, aki győztes volt a kategóriában, 1997-ben a Fugees tagjaként. Cardi B volt az első női szólóelőadó, aki elnyerte a díjat az Invasion of Privacy albumáért. Kanye West a díjat négyszer, míg Kendrick Lamar háromszor és az Outkast kétszer kapta meg munkájáért. Jay-Z-t tizenegyszer jelölték a díjra. Drake az első nem amerikai előadó, aki győztes volt a kategóriában. A The Roots szerezte a legtöbb jelölést győzelem nélkül, ötöt. Kanye West és Eminem az egyetlen, aki sorozatban két évben elnyerte a díjat, az utóbbi kétszer is. 2016-ban Drake If You’re Reading This It’s Too Late munkája lett az első mixtape, amelyet jelöltek a díjra és Chance the Rapper Coloring Book-ja lett az első mixtape, ami el is nyerte a díjat.

## Győztesek
| Év   | Győztes | Munka                             | Jelöltek | For.   |
| ---- | --- | --------------------------------- | --- | ------ |
| 1996 | Naughty by Nature | Poverty’s Paradise                | - 2Pac – Me Against the World - Bone Thugs-n-Harmony – E. 1999 Eternal - Ol’ Dirty Bastard – Return to the 36 Chambers: The Dirty Version - Skee-Lo – I Wish                           | [ 5 ]  |
| 1997 | Fugees · Fugees, producerek | The Score                         | - 2Pac – All Eyez On Me - A Tribe Called Quest – Beats, Rhymes and Life - Coolio – Gangsta’s Paradise - LL Cool J – Mr. Smith                                                          | [ 6 ]  |
| 1998 | Puff Daddy and the Family · Puff Daddy And The Family és Stevie J. producerek                                                                                        | No Way Out                        | - Missy Elliott – Supa Dupa Fly - Wyclef Jean – Wyclef Jean Presents The Carnival - The Notorious B.I.G. – Life After Death - Wu-Tang Clan – Wu-Tang Forever                           | [ 7 ]  |
| 1999 | Jay-Z · Joe Quinde, hangmérnök/keverés | Vol. 2... Hard Knock Life         | - A Tribe Called Quest – The Love Movement - Big Punisher – Capital Punishment - Jermaine Dupri – Life in 1472 - Mase – Harlem World                                                   | [ 8 ]  |
| 2000 | Eminem · Eminem, Jeff Bass és Marky Bass, producerek · Mr. B, hangmérnök/keverés                                                                                     | The Slim Shady LP                 | - Busta Rhymes – E.L.E. (Extinction Level Event): The Final World Front - Missy Elliott – Da Real World - Nas – I Am... - The Roots – Things Fall Apart                                | [ 9 ]  |
| 2001 | Eminem · Dr. Dre és Richard Huredia, hangmérnökök/keverés | The Marshall Mathers LP           | - DMX – ...And Then There Was X - Dr. Dre – 2001 - Jay-Z – Vol. 3... Life and Times of S. Carter - Nelly – Country Grammar                                                             | [ 10 ] |
| 2002 | Outkast · David Sheats, producer · John Frye, hangmérnök | Stankonia                         | - Eve – Scorpion - Ja Rule – Pain Is Love - Jay-Z – The Blueprint - Ludacris – Back for the First Time                                                                                 | [ 11 ] |
| 2003 | Eminem · Steve King, hangmérnök/keverés | The Eminem Show                   | - Ludacris – Word of Mouf - Mystikal – Tarantula - Nelly – Nellyville - Petey Pablo – Diary of a Sinner: 1st Entry                                                                     | [ 12 ] |
| 2004 | Outkast · John Frye, hangmérnök/keverés | Speakerboxxx/The Love Below       | - 50 Cent – Get Rich or Die Tryin’ - Missy Elliott – Under Construction - Jay-Z – The Blueprint 2: The Gift & the Curse - The Roots – Phrenology                                       | [ 13 ] |
| 2005 | Kanye West · Manny Marroquin, hangmérnök/keverés | The College Dropout               | - Beastie Boys – To the 5 Boroughs - Jay-Z – The Black Album - LL Cool J – The DEFinition - Nelly – Suit                                                                               | [ 14 ] |
| 2006 | Kanye West · Jon Brion, producer · Andrew Dawson, Anthony Kilhoffer és Tom Biller, hangmérnökök · Mike Dean, hangmérnök/keverés                                      | Late Registration                 | - 50 Cent – The Massacre - Common – Be - Missy Elliott – The Cookbook - Eminem – Encore                                                                                                | [ 15 ] |
| 2007 | Ludacris · Joshua Monroy és Phil Tan, hangmérnökök/keverés | Release Therapy                   | - Lupe Fiasco – Lupe Fiasco’s Food & Liquor - Pharrell – In My Mind - The Roots – Game Theory - T.I. – King                                                                            | [ 16 ] |
| 2008 | Kanye West · Kanye West, producer · Andrew Dawson, Anthony Kilhoffer & Mike Dean, hangmérnökök                                                                       | Graduation                        | - Common – Finding Forever - Jay-Z – Kingdom Come - Nas – Hip-Hop Is Dead - T.I. – T.I. vs. T.I.P.                                                                                     | [ 17 ] |
| 2009 | Lil Wayne · Darius "Deezle" Harrison és Fabian Marasciullo, hangmérnökök                                                                                             | Tha Carter III                    | - Jay-Z – American Gangster - Lupe Fiasco – Lupe Fiasco’s The Cool - Nas – Untitled - T.I. – Paper Trail                                                                               | [ 18 ] |
| 2010 | Eminem · Andre Young, producer · Andre Young, Mauricio "Veto" Iragorri és Michael Strange, hangmérnökök/keverés                                                      | Relapse                           | - Common – Universal Mind Control - Flo Rida – R.O.O.T.S. - Mos Def – The Ecstatic - Q-Tip – The Renaissance                                                                           | [ 19 ] |
| 2011 | Eminem · Eminem és Mike Strange, hangmérnökök/keverés | Recovery                          | - B.o.B – B.o.B Presents: The Adventures of Bobby Ray - Drake – Thank Me Later - Jay-Z – The Blueprint 3 - The Roots – How I Got Over                                                  | [ 20 ] |
| 2012 | Kanye West · Kanye West, producer · Andrew Dawson, Anthony Kilhoffer, Mike Dean és Noah Goldstein, hangmérnökök/keverés                                              | My Beautiful Dark Twisted Fantasy | - Lupe Fiasco – Lasers - Jay-Z és Kanye West – Watch the Throne - Nicki Minaj – Pink Friday - Lil Wayne – Tha Carter IV                                                                | [ 21 ] |
| 2013 | Drake · Noah "40" Shebib, producer · Noel "Gadget" Campbell és Noah "40" Shebib, hangmérnökök/keverés                                                                | Take Care                         | - 2 Chainz – Based on a T.R.U. Story - Lupe Fiasco – Food & Liquor II: The Great American Rap Album Pt. 1 - Nas – Life Is Good - Rick Ross – God Forgives, I Don’t - The Roots – Undun | [ 22 ] |
| 2014 | Macklemore & Ryan Lewis | The Heist                         | - Drake – Nothing Was the Same - Jay-Z – Magna Carta… Holy Grail - Kendrick Lamar – good kid, m.A.A.d city - Kanye West – Yeezus                                                       | [ 23 ] |
| 2015 | Eminem · Tony Campana, Joe Strange és Mike Strange, hangmérnökök/keverés                                                                                             | The Marshall Mathers LP 2         | - Iggy Azalea – The New Classic - Common – Nobody’s Smiling - Childish Gambino – Because the Internet - Wiz Khalifa – Blacc Hollywood - ScHoolboy Q – Oxymoron                         | [ 24 ] |
| 2016 | Kendrick Lamar · Derek "MixedByAli" Ali és James "The White Black Man" Hunt, hangmérnökök/keverés                                                                    | To Pimp a Butterfly               | - J. Cole – 2014 Forest Hills Drive - Dr. Dre – Compton - Drake – If You’re Reading This It’s Too Late - Nicki Minaj – The Pinkprint                                                   | [ 25 ] |
| 2017 | Chance the Rapper · Jeff Lane, hangmérnök/keverés | Coloring Book                     | - De La Soul – And the Anonymous Nobody... - DJ Khaled – Major Key - Drake – Views - ScHoolboy Q – Blank Face LP - Kanye West – The Life of Pablo                                      | [ 26 ] |
| 2018 | Kendrick Lamar · Sounwave & Anthony "Topdawg" Tiffith, producerek · Derek "MixedByAli" Ali, James "The White Black Man" Hunt és Matt Schaeffer, hangmérnökök/keverés | DAMN.                             | - Jay-Z – 4:44 - Migos – Culture - Rapsody – Laila’s Wisdom - Tyler, the Creator – Flower Boy                                                                                          | [ 27 ] |
| 2019 | Cardi B · Leslie Brathwaite és Evan LaRay, hangmérnökök/keverés | Invasion of Privacy               | - Mac Miller – Swimming - Nipsey Hussle – Victory Lap - Pusha T – Daytona - Travis Scott – Astroworld                                                                                  | [ 28 ] |
| 2020 | Tyler, the Creator · Tyler, The Creator, producer · Neal H Pogue, Tyler, The Creator és Vic Wainstein, hangmérnökök/keverés                                          | Igor                              | - Dreamville – Revenge of the Dreamers III - Meek Mill – Championships - 21 Savage – I Am > I Was - Cordae – The Lost Boy                                                              | [ 29 ] |
| 2021 | Nas | King’s Disease                    | - Freddie Gibbs & The Alchemist – Alfredo - Royce Da 5’9" – The Allegory - Jay Electronica – A Written Testimony - D Smoke – Black Habits                                              | [ 30 ] |
| 2022 | Tyler, the Creator | Call Me If You Get Lost           | - J. Cole – The Off-Season - Drake – Certified Lover Boy (visszalépett) - Nas – King’s Disease II - Kanye West – Donda                                                                 | [ 31 ] |
| 2023 | Kendrick Lamar | Mr. Morale & the Big Steppers     | - DJ Khaled – God Did - Future – I Never Liked You - Jack Harlow – Come Home The Kids Miss You - Pusha T – It’s Almost Dry                                                             | [ 32 ] |
| 2024 | Killer Mike | Michael                           | - Drake és 21 Savage – Her Loss - Metro Boomin – Heroes & Villains - Nas – King’s Disease III - Travis Scott – Utopia                                                                  |        |
| 2025 | Doechii | Alligator Bites Never Heal        | - J. Cole – Might Delete Later - Common és Pete Rock – The Auditorium, Vol. 1 - Eminem – The Death of Slim Shady (Coup De Grâce) - Future és Metro Boomin – We Don’t Trust You         |        |

## Rekordok

### Legtöbb elnyert díj
| Díjazott           | Díjak száma |
| ------------------ | ----------- |
| Eminem             | 6           |
| Kanye West         | 4           |
| Kendrick Lamar     | 3           |
| Outkast            | 2           |
| Tyler, the Creator | 2           |

### Legtöbb jelölés
| Jelölt                                                     | Jelölések száma |
| ---------------------------------------------------------- | --------------- |
| Jay-Z                                                      | 11              |
| Kanye West                                                 | 8               |
| Eminem                                                     | 8               |
| Nas                                                        | 7               |
| Drake                                                      | 7               |
| The Roots                                                  | 5               |
| Common                                                     | 5               |
| J. Cole (1 a Dreamville-vel)                               | 4               |
| Lupe Fiasco                                                | 4               |
| Missy Elliott                                              | 4               |
| Kendrick Lamar                                             | 4               |
| Ludacris                                                   | 3               |
| Nelly                                                      | 3               |
| T.I.                                                       | 3               |
| Tyler, the Creator                                         | 3               |
| A listán a legalább 3 jelölést elnyert előadók szerepelnek |                 |